# Olympia (Washington)
Olympia es la sede del condado de Thurston y la capital del estado estadounidense de Washington. Fue incorporada el 28 de enero de 1859. Su población, según el censo de 2010, era de 46 478 habitantes.

## Historia

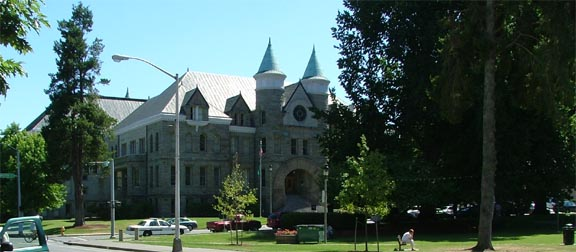
El antiguo capitolio y el Sylvester Park.

En el lugar en el que se encuentra Olympia habitaron durante miles de años numerosas tribus que hablaban lushootseed, como la tribu de la isla Squaxin, Nisqually, Puyallup, Chehalis, Suquamish y Duwamish. La primera expedición europea conocida data de 1792, cuando Peter Puget y otros hombres de la expedición Vancouver llegaron al lugar.
En 1846, Edmund Sylvester y Levi Smith reivindicaron el territorio que ahora corresponde al centro de la ciudad.  En 1851, el Congreso estadounidense estableció la aduana para el territorio de Washington en el estrecho de Puget, convirtiendo a Olympia en el centro de la aduana. La población comenzó a crecer gracias a los numerosos inmigrantes que seguían la senda de Oregón. Ya en 1853, la ciudad paso a llamarse oficialmente Olympia, a petición del coronel local Isaac N. Ebey, debido a las vistas de las Montañas Olímpicas en el noroeste. El área comenzó a ser servida por una pequeña flota de buques a vapor conocida como la Flota del estrecho de Puget.
En 1949, un terremoto dañó numerosos edificios históricos que tuvieron que ser demolidos. Otras partes de la ciudad también sufrieron daños durante el sismo de 1945 y el terremoto Nisqually en 2001.
En 1967, la legislatura estatal aprobó la creación del Evergreen State College en Olympia. En 1984, también se instaló en la ciudad el South Puget Sound Community College. Olympia ha sido nombrada una de las mejores ciudades universitarias del país por su acceso a las actividades exteriores.

### Clima
Olympia tiene un clima oceánico con el que se mezclan algunas características del clima mediterráneo. Los meses más lluviosos son noviembre y diciembre. Tiene una media anual de precipitación de 1.290 mm. Según un estudio de MSNBC, Olympia ha tenido más días lluviosos por año durante los últimos 30 años que cualquier ciudad en los 49 estados restantes.
| Parámetros climáticos promedio de Olympia | Parámetros climáticos promedio de Olympia | Parámetros climáticos promedio de Olympia | Parámetros climáticos promedio de Olympia | Parámetros climáticos promedio de Olympia | Parámetros climáticos promedio de Olympia | Parámetros climáticos promedio de Olympia | Parámetros climáticos promedio de Olympia | Parámetros climáticos promedio de Olympia | Parámetros climáticos promedio de Olympia | Parámetros climáticos promedio de Olympia | Parámetros climáticos promedio de Olympia | Parámetros climáticos promedio de Olympia | Parámetros climáticos promedio de Olympia |
| Mes                                       | Ene.                                      | Feb.                                      | Mar.                                      | Abr.                                      | May.                                      | Jun.                                      | Jul.                                      | Ago.                                      | Sep.                                      | Oct.                                      | Nov.                                      | Dic.                                      | Anual                                     |
| ----------------------------------------- | ----------------------------------------- | ----------------------------------------- | ----------------------------------------- | ----------------------------------------- | ----------------------------------------- | ----------------------------------------- | ----------------------------------------- | ----------------------------------------- | ----------------------------------------- | ----------------------------------------- | ----------------------------------------- | ----------------------------------------- | ----------------------------------------- |
| Temp. máx. abs. (°C)                      | 10.6                                      | 15.6                                      | 20.6                                      | 25.7                                      | 30.2                                      | 34                                        | 36.5                                      | 37                                        | 36.5                                      | 34.2                                      | 31.1                                      | 19.7                                      | 37                                        |
| Temp. máx. media (°C)                     | 6.9                                       | 9.1                                       | 11.7                                      | 14.6                                      | 18.1                                      | 21.1                                      | 24.5                                      | 25                                        | 22.1                                      | 15.8                                      | 9.8                                       | 6.6                                       | 21.8                                      |
| Temp. media (°C)                          | 4.3                                       | 5.4                                       | 7.5                                       | 10                                        | 15.4                                      | 16.5                                      | 18.7                                      | 20                                        | 17.6                                      | 14.3                                      | 5.4                                       | 1.1                                       | 17.6                                      |
| Temp. mín. media (°C)                     | -0.1                                      | 0.3                                       | 1.2                                       | 2.5                                       | 5.6                                       | 8                                         | 9.8                                       | 9.7                                       | 7.2                                       | 3.8                                       | 1.8                                       | 0.1                                       | 4.2                                       |
| Temp. mín. abs. (°C)                      | -8.8                                      | -6.7                                      | -4.6                                      | -3.2                                      | -1.5                                      | 1.5                                       | 3                                         | 1.5                                       | -1.8                                      | -3.2                                      | -5.6                                      | -7.8                                      | -8.8                                      |
| Precipitación total (mm)                  | 191.5                                     | 156.7                                     | 134.4                                     | 90.9                                      | 57.7                                      | 45.2                                      | 20.8                                      | 27.9                                      | 51.6                                      | 106.4                                     | 206.5                                     | 200.4                                     | 1290.1                                    |
| Nevadas (cm)                              | 10.9                                      | 10.2                                      | 2.5                                       | 0                                         | 0                                         | 0                                         | 0                                         | 0                                         | 0                                         | 0                                         | 3.8                                       | 9.7                                       | 37.3                                      |
| Días de precipitaciones (≥ 0.01 in)       | 19.4                                      | 17.7                                      | 18.1                                      | 15.1                                      | 12.5                                      | 9.2                                       | 5.2                                       | 5.4                                       | 8.4                                       | 13.0                                      | 20.1                                      | 20.8                                      | 164.9                                     |
| Días de nevadas (≥ 0.1 in)                | 2.1                                       | 2.2                                       | 0.7                                       | 0                                         | 0                                         | 0                                         | 0                                         | 0                                         | 0                                         | 0                                         | 0.7                                       | 2.7                                       | 8.4                                       |
| Fuente: NOAA                              |                                           |                                           |                                           |                                           |                                           |                                           |                                           |                                           |                                           |                                           |                                           |                                           |                                           |

## Demografía
| Año  | Población | %+     |
| ---- | --------- | ------ |
| 1870 | 1203      | --     |
| 1880 | 1232      | 2,4%   |
| 1890 | 4698      | 281,3% |
| 1900 | 3863      | -17,8% |
| 1910 | 6996      | 81,1%  |
| 1920 | 7795      | 11,4%  |
| 1930 | 11 733    | 50,5%  |
| 1940 | 13 254    | 13,0%  |
| 1950 | 15 819    | 19,4%  |
| 1960 | 18 273    | 15,5%  |
| 1970 | 23 111    | 26,5%  |
| 1980 | 27 447    | 18,8%  |
| 1990 | 33 729    | 22,9%  |
| 2000 | 42 514    | 26,0%  |
| 2010 | 46 478    | 9,3%   |

Según el censo de 2010, Olympia estaba habitada por 46 478 personas (47,3% varones, 52,7% mujeres) y su densidad de población era de 1006,98 hab/km². El 17,30% de los habitantes eran menores de 16 años, el 68,80% tenían entre 16 y 64, y el 13,90% eran mayores de 64. La edad media era de 38,0 años. El 83,70% eran blancos, el 2% negros o afroamericanos, y el 14,30% de otra raza. Además, el 5% pertenecían a dos o más razas y, del total de la población, este mismo porcentaje eran hispanos o latinos de cualquier raza.
| Olympia |
|         |

## Deportes
En 1984, Olympia albergó la prueba de maratón femenino de los Juegos Olímpicos de Los Ángeles, cuya ganadora fue Joan Benoit.
La ciudad alberga los partidos de las Oly Rollers, el equipo local de roller derby, que en 2009 se proclamó campeón del Women's Flat Track Derby Association (WFTDA) tras ganar el torneo nacional que se disputó en Filadelfia el 15 de noviembre de 2009.

## Transporte

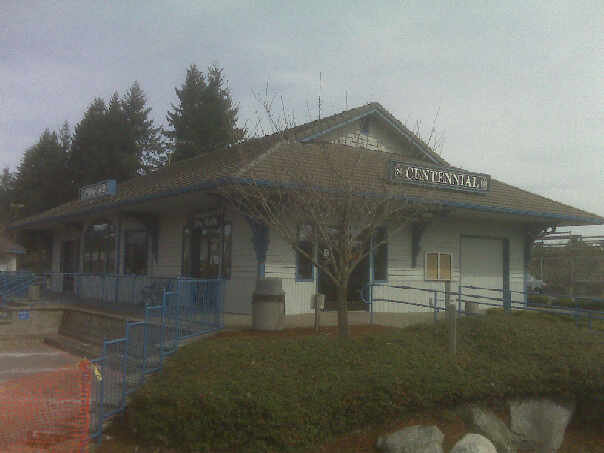
Estación de Amtrak en Olympia.

### Tren
Amtrak, la red estatal interurbana de trenes de pasajeros, da servicio a la ciudad en la estación Centennial. El tren número 11, sale de Olympia a las 11:21 a. m. con destino a Centralia, Portland, Sacramento, Emeryville (con autobús a San Francisco) y Los Ángeles. El número 14 sale a las 6:22 p. m. diariamente y llega hasta Tacoma y Seattle. La red une también la ciudad con Vancouver y Eugene mediante sus trenes cascada, que operan diariamente hacia ambos destinos.

### Autobús

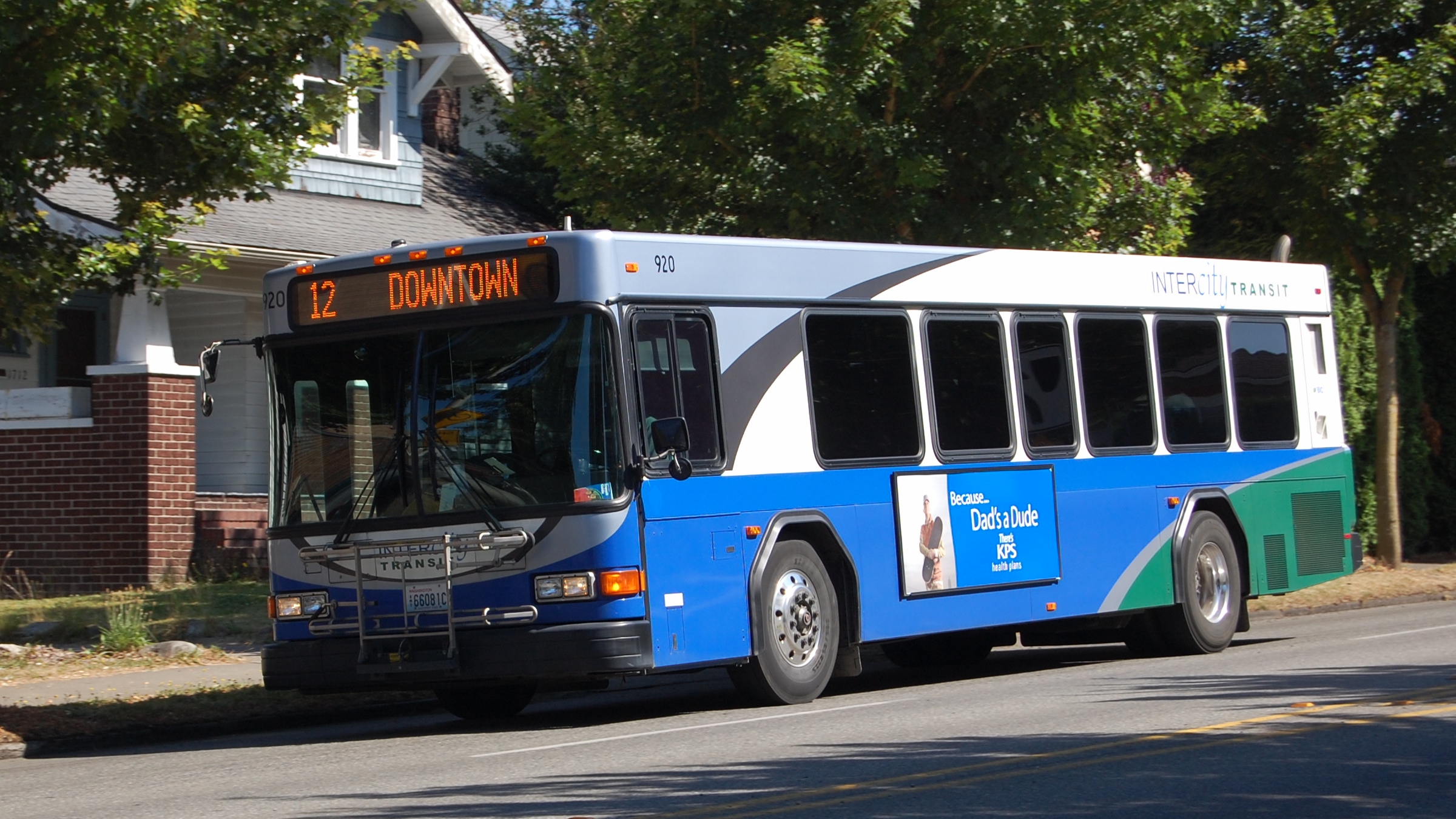
Autobús de la ruta 12 con destino al distrito financiero de Olympia.

Olympia y las áreas cercanas a la ciudad están servidas por el Intercity Transit, un servicio de autobuses que mantiene una línea llamada "Dash", que une el campus del Capitolio con el mercado de los ganaderos. En 2009, el Intercity Transit ganó el premio al mejor sistema de transporte público de Estados Unidos otorgado por la Asociación Americana de Transporte Público (APTA).

### Aeropuerto
El Aeropuerto Regional de Olympia está situado al sur de la ciudad. Da servicio, tanto a la aviación general como a la comercial. También alberga el Olympic AirShow, un espectáculo de aviación celebrado todos los fines de semana del Día del Padre.

## Ciudades hermanadas
Olympia está hermanada desde el 22 de abril de 1981 con Katō, Japón. También hubo acuerdos previos con Olympia, Grecia, y Samarcanda, Uzbekistán, aunque al final no acabaron con el hermanamiento.